# Правиця великого майстра
«Правиця великого майстра» — радянський художній фільм, знятий в 1969 році на кіностудії «Грузія-фільм» за мотивами однойменного роману Костянтина Гамсахурдії. Прем'єра відбулася 31 січня 1972 року.

## Сюжет
Фільм про приреченість майстра, який був змушений творити в тиранічній державі, докладний опис Грузії при правлінні царя Георгія I. У фільмі розповідається про архітектора Костянтина. Йому було доручено будівництво церкви. Йому було дуже важко — по-перше, через знатних людей, яким не дуже подобалося призначення на цю посаду жебрака. По-друге, його кохана весь час дорікає йому в тому, що він весь час піклується про свою «Светіцховелі» (так називається церква), і не може приділити їй трохи часу, а цар і ці знатні люди нічим йому не віддячять. Він і сам знає про це, але він будує не тому, що чекає взамін багатства або подяки.

## У ролях
- Отар Мегвінетухуцесі — цар Георгій I
- Тенгіз Арчвадзе — Костянтин Арсакідзе
- Лалі Бадурашвілі — Шорена
- Тенгіз Мушкудіані — Чіабер Еріставі
- Дмитро Мчедлідзе — Еріставі Колонкелідзе
- Акакій Васадзе — Парсмані
- Сесилія Такайшвілі — Бордохані
- Давид Абашидзе — Мамамзе Еріставі
- Гіві Тохадзе — Ражден
- Зураб Капіанідзе — Піпа
- Василь Годзіашвілі — католікос Мелкіседек I
- Софіко Магалашвілі — цариця Маріамі
- Джуаншер Джурхадзе — Звіад Спасаларі
- Георгій Геловані — Гіршел Еріставі
- Ліана Асатіані — Гурандухті
- Веріко Анджапарідзе — мати Арсанідзе
- Лейла Абашидзе — Вардісахар (озвучила Серафима Холіна)
- Аміран Такідзе — Шавлег Тохаїсдзе (озвучив Юрій Леонідов)
- Спартак Багашвілі — Клалундаурі
- Коте Даушвілі — Бодокія
- Михайло Султанішвілі — Ганмгетухуцесі
- Картлос Марадішвілі — Пховелі

## Знімальна група
- Режисери — Вахтанг Табліашвілі, Деві Абашидзе
- Сценаристи — Костянтин Гамсахурдія, Вахтанг Табліашвілі
- Оператор — Георгій Челідзе
- Композитор — Арчіл Кереселідзе
- Художники — Шота Гоголашвілі, Кахабер Хуцишвілі